# Nomosphecia melanosoma
Nomosphecia melanosoma är en stekelart som först beskrevs av Morley 1914.  Nomosphecia melanosoma ingår i släktet Nomosphecia och familjen brokparasitsteklar. Inga underarter finns listade i Catalogue of Life.